# Vini Caldirola (equipa ciclista)
Stefano Garzelli com o maillot da equipa
A Vini Caldirola  foi um equipa ciclista profissional italiano que competiu entre 1998 e 2004. A equipa foi fundada por Roberto Amadio a partir da base da antiga equipa de Aki-Safi. Em 2001 funde-se com Amica Chips-Tacconi Sport. Ao final da temporada de 2004, o patrocinador principal anunciou a sua retirada e a maioria de ciclistas foram à nova equipa de Liquigas-Bianchi.

## Corredor melhor classificado nas Grandes Voltas
| Ano  | Giro d'Italia            | Tour de France      | Volta a Espanha        |
| ---- | ------------------------ | ------------------- | ---------------------- |
| 1989 | 43.º Maurizio Rossi      | -                   | -                      |
| 1990 | 26.º Roberto Visentini   | -                   | 79.º Claudio Brandini  |
| 1991 | 18.º Franco Vona         | -                   | -                      |
| 1992 | 21.º Paolo Botarelli     | -                   | -                      |
| 1993 | 26.º Dmitri Konyshev     | -                   | -                      |
| 1994 | 82.º Gianluca Gorini     | -                   | 88.º Stefano Cattai    |
| 1995 | 24.º Andrei Teteriouk    | 46.º Zenon Jaskuła  | -                      |
| 1996 | 7.º Stefano Faustini     | -                   | 5.º Stefano Faustini   |
| 1997 | 4.º Nicola Miceli        | -                   | 56.º Serhi Honchar     |
| 1998 | 22.º Stefano Faustini    | -                   | -                      |
| 1999 | 7.º Serhi Honchar        | -                   | -                      |
| 2000 | 2.º Francesco Casagrande | 16.º Roberto Conti  | -                      |
| 2001 | 12.º Peter Luttenberger  | -                   | -                      |
| 2002 | 10.º Dario Frigo         | 25.º Dario Frigo    | 29.º Sylvester Szmyd   |
| 2003 | 2.º Stefano Garzelli     | 87.º Steve Zampieri | 107.º Giampaolo Cheula |
| 2004 | 6.º Stefano Garzelli     | -                   | 11.º Stefano Garzelli  |

## Principais ciclistas
- Stefano Garzelli
- Francesco Casagrande
- Eddy Mazzoleni
- Gianluca Bortolami
- Romāns Vainšteins
- Dario Frigo
- Serhiy Honchar

## Principais trunfos
- 1999
  - Clássica de San Sebastián (Francesco Casagrande)
  - Volta à Suíça (Francesco Casagrande)
  - Volta aos Países Baixos (Serguei Gontchar)
  - Chrono des Nations (Serhiy Honchar)
  - Grande Prêmio das Nações (Serhiy Honchar)
  - Paris-Bruxelas (Romāns Vainšteins)
  - Duas etapas do Giro d'Italia (Romāns Vainšteins), Francesco Casagrande
- 2000
  - Flecha Valona (Francesco Casagrande)
  - Uma etapa do Giro d'Italia (Francesco Casagrande)
- 2001
  - Volta à Flandres (Gianluca Bortolami)
- 2002
  - Campeonato de Zurique (Dario Frigo)
  - Volta à Romandia (Dario Frigo)
  - Uma etapa do Tour de France (Dario Frigo)

### Grandes voltas
- Giro d'Italia
  - 7 participacions (1998, 1999, 2000, 2001, 2002, 2003, 2004
    - 1999. 2 etapas Romāns Vainšteins, Serhiy Honchar
    - 2000. 1 etapa Francesco Casagrande
    - 1 classificació secundária: Grande Prêmio da Montanha: Francesco Casagrande 2000
- Tour de France
  - 3 participacions (2000, 2002, 2003)
    - 2002. 1 etapa Dario Frigo
- Volta a Espanha
  - 3 participações (2002, 2003, 2004)

## Classificações UCI
Até 1998 as equipas ciclistas encontravam-se classificados dentro da UCI numa única categoria. Em 1999 a classificação UCI por equipas dividiu-se em GSI, GSII e GSIII. De Acordo com esta classificação os Grupos desportivos II são a segunda divisão das equipas ciclistas profissionais.
| Temporada | Classificação por equipas | Melhor ciclista na classificação individual |
| --------- | ------------------------- | ------------------------------------------- |
| 1998      | 36º                       | Stefano Faustini (179º)                     |
| 1999      | 11º                       | Francesco Casagrande (8º)                   |
| 2000      | 7º                        | Francesco Casagrande (1º)                   |
| 2001      | 15º                       | Andrej Hauptman (41º)                       |
| 2002      | 17º                       | Dario Frigo (6º)                            |
| 2003      | 20º                       | Stefano Garzelli (21º)                      |
| 2004      | 23º                       | Stefano Garzelli (39º)                      |